# Gaylussacia martii
Gaylussacia martii är en ljungväxtart som beskrevs av Meissn. Gaylussacia martii ingår i släktet Gaylussacia och familjen ljungväxter. Inga underarter finns listade i Catalogue of Life.